# Karolina Amelia (królowa Danii)
Karolina Amelia, duń. Caroline Amalie (ur. 28 czerwca 1796 w Kopenhadze, zm. 9 marca 1881 tamże) – królowa Danii, księżniczka szlezwicko-holsztyńska. Była córką ks. Fryderyka Chrystiana ze Szlezwiku-Holsztyna-Sonderburg-Augustenburg (1765–1814) i ks. Luizy Augusty duńskiej (1771–1843).

## Zarys biografii
22 maja 1815 na zamku Augustenburg poślubiła następcę tronu Danii, księcia Chrystiana, późniejszego króla Chrystiana VIII (1786–1848), zostając jego drugą małżonką. Małżeństwo nie było oparte na uczuciach, lecz na interesie politycznym: Dania pragnęła mocniej ze sobą związać Szlezwik i Holsztyn oraz przeciwdziałać ich dryfowaniu na stronę niemiecką. „Ojczyzna potrzebuje tego małżeństwa!” – miał się o związku tym wypowiedzieć brat przyszłej królowej Danii.
Z tego niezbyt szczęśliwego małżeństwa nie przyszło na świat żadne potomstwo, co było szczególnie przykre dla królowej. Królowa była bardzo niepopularna w samej Danii, ale nie wynikało to z cech jej charakteru, czy też postępowania, ale z zachowania się członków jej najbliższej rodziny (przede wszystkim walki jej brata o ograniczenie związków Szlezwiku i Holsztynu z Danią). Podejrzewano też królową o tendencje absolutystyczne i wrogość wobec monarchii konstytucyjnej. Karolina Amelia była ostatnią koronowaną królową Danii. Wraz z mężem została koronowana w kaplicy zamku Frederiksborg w Hillerød w 1840.
Królowa interesowała się kwestiami społecznymi i wspomagała prace przy zakładaniu ośrodków opieki społecznej dla potrzebujących dzieci. Dopiero po śmierci Chrystiana VIII stała się popularna wśród społeczeństwa. Została pochowana u boku męża w katedrze w Roskilde.